# Melvin Taylor
Melvin Taylor (ur. 13 marca 1959 w Jackson) – amerykański gitarzysta i wokalista bluesowy.

## Życiorys
Po ukończeniu trzech lat przeprowadził się ze swoją rodziną do Chicago. Na gitarze nauczył się grać w wieku 6 lat. Jego gra powstawała pod wpływem takich muzyków jak Stevie Ray Vaughan, B.B. King, Albert King, Jimi Hendrix, Wes Montgomery oraz George Benson. Jako nastolatek zaczął grać w zespole The Transistors. Po rozstaniu z tym zespołem wrócił do gry na chicagowskim West Side gdzie wypatrzył go sam Joe Willie Perkins. Z Perkinsem odbył ponad roczną trasę koncertową po Europie. Gra Taylora tak spodobała się europejskim menedżerom, że zaprosili go na serię występów ze swoim własnym zespołem. Do końca lat 80. regularnie koncertował w Europie. Występował również przed takimi gwiazdami jak B.B. King, Buddy Guy, Canned Heat, George Benson czy Carlos Santana.
Debiutancki album z 1982 roku Blues On The Run został nagrany dla francuskiej wytwórni Isabel. W 1984 roku ukazała się kolejna płyta Melvin Taylor Plays The Blues For You.
Po powrocie do USA koncertował w prestiżowych klubach bluesowych. W 1995 roku nagrał płytę Melvin Taylor and The Snack Band, na której znalazły się autorskie kompozycje Taylora. Kolejne płyty to: Dirty Pool z 1996 roku, Bang The Bell z 2000 roku orazRandezvous With The Blues z 2002 roku. W międzyczasie kilkakrotnie wystąpił na festiwalu Chicago Blues Festiwal oraz regularnie koncertował w Rosa’s Longue – klubie mieszczącym się w chicagowskim West Side.
Melvin Taylor dwukrotnie koncertował w Polsce – w 2007 i 2009 roku. Jego styl gry jest bardzo szybki, a zarazem doskonały technicznie, co rzadko spotyka się u gitarzystów bluesowych. Przez wielu krytyków jest uznawany za najbardziej wyrazistego gitarzystę od czasów Steviego Ray Voughana.

## Dyskografia
- Blues On The Run (1982)
- Plays The Blues For You (1984)
- Melvin Taylor and The Slack Band (1995)
- Dirty Pool (1996)
- Bang That Bell (2000)
- Rendezvous with the Blues (2002)